# Sam's Club
Sam's West, Inc. (handelend onder de naam Sam's Club) is een Amerikaanse keten van magazijnclubwinkels die alleen toegankelijk zijn voor leden en die eigendom zijn van en worden geëxploiteerd door Walmart Inc., opgericht in 1983 en vernoemd naar Walmart-oprichter Sam Walton als Sam's Wholesale Club. Sinds 31 januari 2019 staat Sam's Club op de tweede plaats qua omzetvolume onder de magazijnwinkels met een omzet van $ 84,3 miljard (2023) achter zijn belangrijkste rivaal Costco Wholesale. 
Op 31 oktober 2023 exploiteerde Sam's Club 599 lidmaatschapswarenhuizen in de Verenigde Staten in 45 staten en Puerto Rico. Er zijn geen vestigingen in de staten Alaska, Massachusetts, Oregon, Rhode Island en Washington State. Sam's Club biedt autowasservice aan bij benzinestations op 41 locaties. 
Sam's Club heeft ook 168 vestigingen in Mexico en 45 vestigingen in China.  Grupo Big, voorheen Walmart Brazil, dat in augustus 2018 werd afgesplitst van Walmart en is nu onderdeel is van de Carrefour Group, exploiteert ook ongeveer 50 Sam's Club-vestigingen in Brazilië. De locaties variëren over het algemeen in grootte van 3.000–15.600 m², met een gemiddelde clubgrootte van ongeveer 12.400 m². Sam's Club had van 2006 tot 2009 zes vestigingen in Canada.
Op 11 januari 2018 kondigde Sam's Club de permanente sluiting van een aantal winkels aan. In een aantal gevallen kwamen werknemers op hun werk aan en troffen de deuren op slot aan, met een mededeling dat de winkel binnenkort zou worden geliquideerd. Walmart vertelde Business Insider uiteindelijk dat 63 Sam's Club-winkels in het hele land zouden worden geliquideerd, onder meer in Alaska, Arizona, Californië, Illinois, New York, Ohio en Texas. 
Volgens Business Insider zijn de sluiting van Sam's Club-vestigingen en de plannen om een aantal winkels om te bouwen tot e-commerce-distributiecentra, zoals aangekondigd in januari 2018, onderdeel van Walmart's groeiende toewijding aan online retail, waardoor het bedrijf beter kan concurreren met rivaal Amazon. 

## Geschiedenis

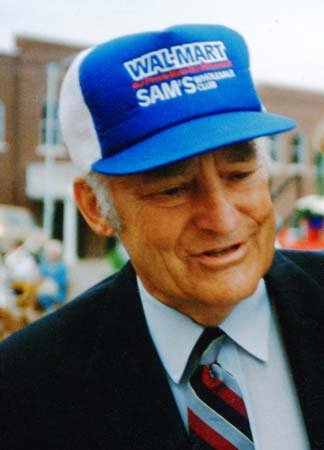
Oprichter Sam Walton

Voormalig logo van Sam's Club, gebruikt van 2006 tot 2019.

Sam Walton opende de eerste Sam's Wholesale Club op 7 april 1983 in Midwest City, Oklahoma, 21 jaar nadat hij Walmart had opgericht. 
In 1987 kocht Wal-Mart Stores de in West Monroe, Louisiana gevestigde SuperSaver Wholesale Warehouse Club. Door deze aankoop werd de keten Sam's Wholesale Club met 24 vestigingen uitgebreid. Vóór de overname waren de winkels eigendom van Alton Hardy Howard en zijn zoon John.
In 1989 opende Sam's Wholesale Club haar eerste club in New Jersey, in een voormalige Two Guys/Jefferson Ward-winkel in Delran. Dit was de eerste uitbreiding van Walmart in het noordoosten. De eerste Walmart-discounterwinkel (die later uitgroeide tot een Supercenter) in New Jersey werd in 1991 geopend in Turnersville. 
In 1990 werd de naam van Sam's Wholesale Club gewijzigd in Sam's Club, waarbij de naam "Wholesale" werd geschrapt. Datzelfde jaar werd de eerste Sam's Club geopend in Pennsylvania.
In 1993 nam Walmart PACE Membership Warehouse over van K-mart en veranderde de meeste PACE-locaties in Sam's Club-winkels.
Sam's Club betrad de Canadese markt in Zuid-Ontario (op één na in de regio Groot-Toronto/Golden Horseshoe) in 2003. 
De nieuwste vlaggenschipwsinkel opende op 13 september 2007 in Fayetteville, Arkansas. De grootste Sam's Club-winkel bevindt zich in Pineville, North Carolina, met 17.200 m²  winkelruimte, die vroeger werd ingenomen door de electronikaketen Incredible Universe.
Op 24 september 2006 onthulde Sam's Club een nieuw logo met een bijgewerkt schreeflettertype.
In december 2007 lanceerde Sam's Club een nieuwe slogan: "Enjoy the Possibilities". Sindsdien is het een officiële reclameslogan geworden die in televisie- en radioreclames wordt genoemd. Op de website van de organisatie wordt de slogan echter niet genoemd. Vanaf januari 2008 werd de slogan "Enjoy the Possibilities" niet meer gebruikt. Sam's Club lanceerde in het vierde kwartaal van 2009 haar nieuwste slogan "Savings Made Simple".
Vanaf april 2007 werd er gespeculeerd over een mogelijke verkoop of afsplitsing van Sam's Club door het moederbedrijf Wal-Mart Stores, Inc. Tijdens de jaarlijkse aandeelhoudersvergadering van Walmart in juni 2007 zei het management dat Sam's Club niet te koop stond, hoewel ze niet zeiden dat ze geen afsplitsing overwogen. 
Op 26 februari 2009 maakte Walmart Canada bekend dat het al zijn zes Canadese Sam's Club-vestigingen zou sluiten. Dit was onderdeel van Walmart Canada's besluit om de focus te verleggen naar de supercentra. Sommige waarnemers in de sector gaven echter aan dat de onderneming moeite had met de concurrentie met Costco en de niet-lidmaatschapswinkel The Real Canadian Superstore (in Quebec bekend als Maxi &amp; Cie), die een gevestigde naam had in het land. Sam's Club heeft de twee nog niet geopende locaties ook omgedoopt tot nieuwe Walmart Supercentres.  In januari 2010 werd aangekondigd dat tien clubs zouden sluiten, waaronder vier in Californië. Tegelijkertijd opende Sam's zes nieuwe clubs op verschillende locaties in de Verenigde Staten. 
Op 24 januari 2010 werd aangekondigd dat ongeveer 11.200 werknemers van Sam's Club zouden worden ontslagen. De ontslagen waren het gevolg van het besluit om productdemonstraties uit te besteden aan een extern bedrijf (Shopper Events in Rogers, Arkansas, dat al productdemonstraties in de winkel verzorgt voor Walmart) en om de functies van New Business Membership Representative in de hele keten te schrappen. De meeste ontslagen werknemers waren parttimemedewerkers en vertegenwoordigden ongeveer 10% van het totale personeelsbestand van Sam's Club.
Rosalind Brewer werd benoemd tot de nieuwe CEO van Sam's Club, een verandering die op 1 februari 2012 van kracht werd. 
Op 24 januari 2014 werd aangekondigd dat Walmart 2.300 banen zou schrappen bij de slecht presterende vestigingen van Sam's Club. 
In 2016 bracht Sam's Club een mobiele applicatie uit waarmee gebruikers artikelen kunnen scannen terwijl ze winkelen en ervoor kunnen betalen, zonder in de rij te hoeven staan bij de kassa. Vanaf december 2016 kon de app op alle locaties in de Verenigde Staten worden gebruikt. In 2019 werd de speciale scan-app afgeschaft en werden de functies ervan opgenomen in de belangrijkste Sam's Club-app. 
Op 1 februari 2017 werd Brewer vervangen door John Furner als CEO van Sam's Club.
Op 11 januari 2018 kondigde Walmart aan dat 63 Sam's Club-vestigingen in steden als Memphis, Houston, Seattle en andere zouden sluiten. Sommige winkels waren al gesloten zonder dat de werknemers hiervan op de hoogte waren gesteld. Dat hoorden sommige werknemers via een e-mail die op 11 januari naar het hele bedrijf werd gestuurd. Op 11 januari 2018 waren alle 63 winkels verdwenen van de Sam's Club-website. Walmart zei dat tien van de winkels e-commerce distributiecentra zouden worden en dat werknemers zich opnieuw kunnen aanmelden om op die locaties te werken. Het tijdschrift Business Insider had berekend dat meer dan 11.000 werknemers getroffen zouden worden. Op dezelfde dag maakte Walmart bekend dat het als gevolg van de nieuwe belastingwet de startsalarissen van Walmart zou verhogen, bonussen zou uitkeren, het verlofbeleid zou uitbreiden en zou bijdragen aan de kosten van de adopties van werknemers. Doug McMillon, CEO van Walmart, zei: "We bevinden ons nog in een vroeg stadium van het beoordelen van de kansen die de belastinghervorming ons biedt om te investeren in onze klanten en medewerkers en om onze onderneming verder te versterken, wat allemaal ten goede zou moeten komen aan onze aandeelhouders." 
Op 15 november 2019 volgde Kathryn McLay Furner op als CEO van Sam's Club. McClay kondigde in 2023 plannen aan voor de bouw van 30 winkels door het bedrijf. In 2023 werd ze CEO van Walmart International en werd ze opgevolgd als CEO van Sam's Club door Christopher Nicholas. 
Vanaf januari 2024 maakt Sam's Club in 10 winkels gebruik van een op kunstmatige intelligentie gebaseerde technologie voor het controleren van kassabonnen. Klanten moeten hierbij via een portaal hun aankopen verifiëren. Het bedrijf heeft plannen aangekondigd om de technologie tegen eind 2024 in al zijn winkels te implementeren.

## Winkels
Net als andere groothandelsclubs verkoopt Sam's Club het grootste deel van zijn goederen in bulk en rechtstreeks vanaf pallets. De clubs zijn ingericht als pakhuizen, met goederen opgeslagen in stalen bakken. De verkochte producten zijn onder andere sieraden, designartikelen, zonnebrillen, kristal en verzamelobjecten, elektronica, bloemen, kleding, etenswaren en vlees. De meeste locaties hebben ook de afdelingen apotheek, banden en accu's, foto (eind 2019 werden de foto's van de meeste clubs verwijderd), bakkerij, optiek, café en bloemen.

Sam's Club heeft in 2017 haar private labels geconsolideerd onder het merk Member's Mark. Sam's Club verkoopt niet de merken Sam's Choice of Great Value die verkrijgbaar zijn in de Walmart-winkels.

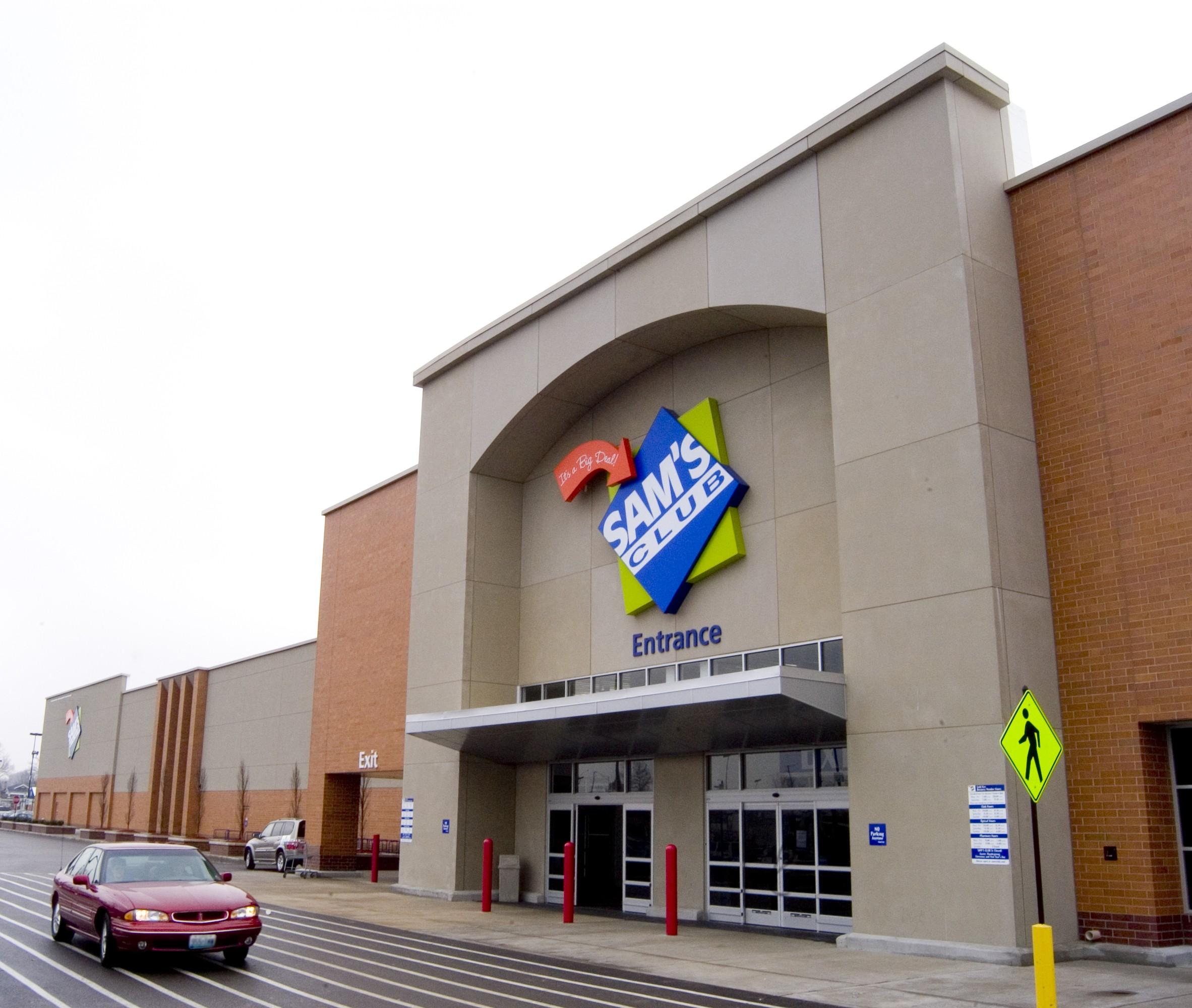
Een Sam's Club-winkel in Maplewood, Missouri, een buitenwijk van St. Louis, Missouri (Club #6474)
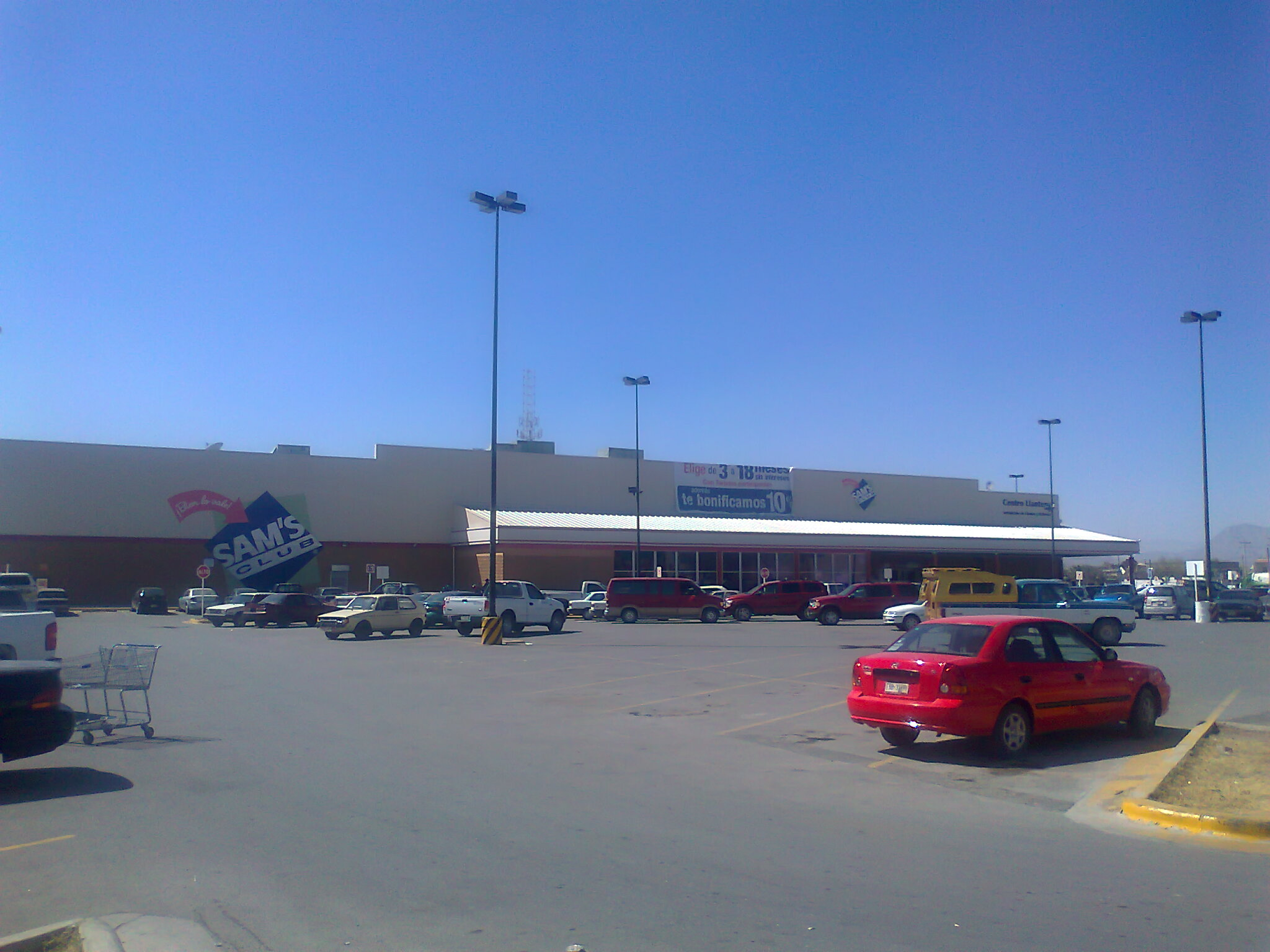
Een Sam's Club-winkel in Ciudad Lerdo, Durango, Mexico
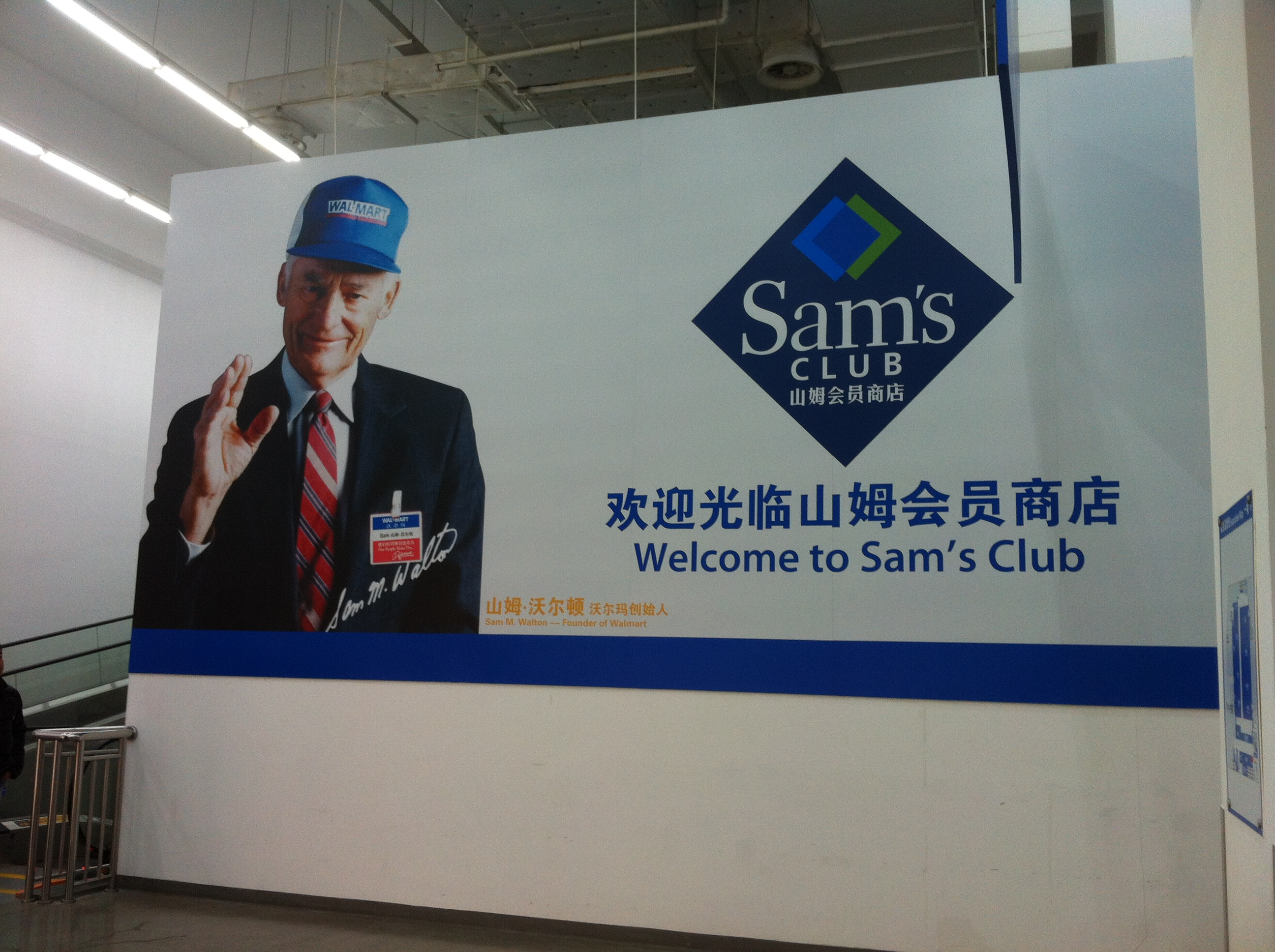
Een Sam's Club-winkel in Suzhou, China
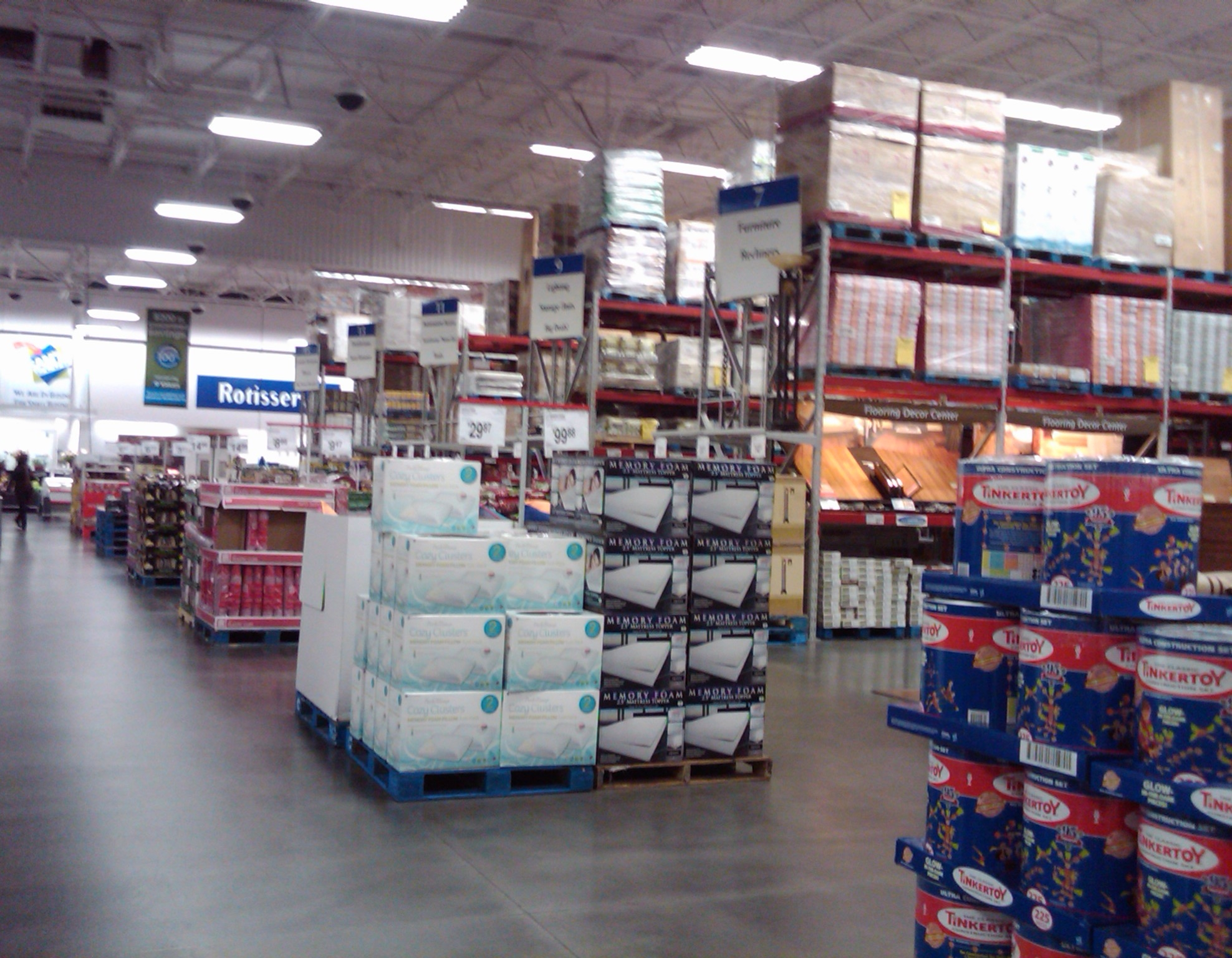
Een Sam's Club-winkel in Californië
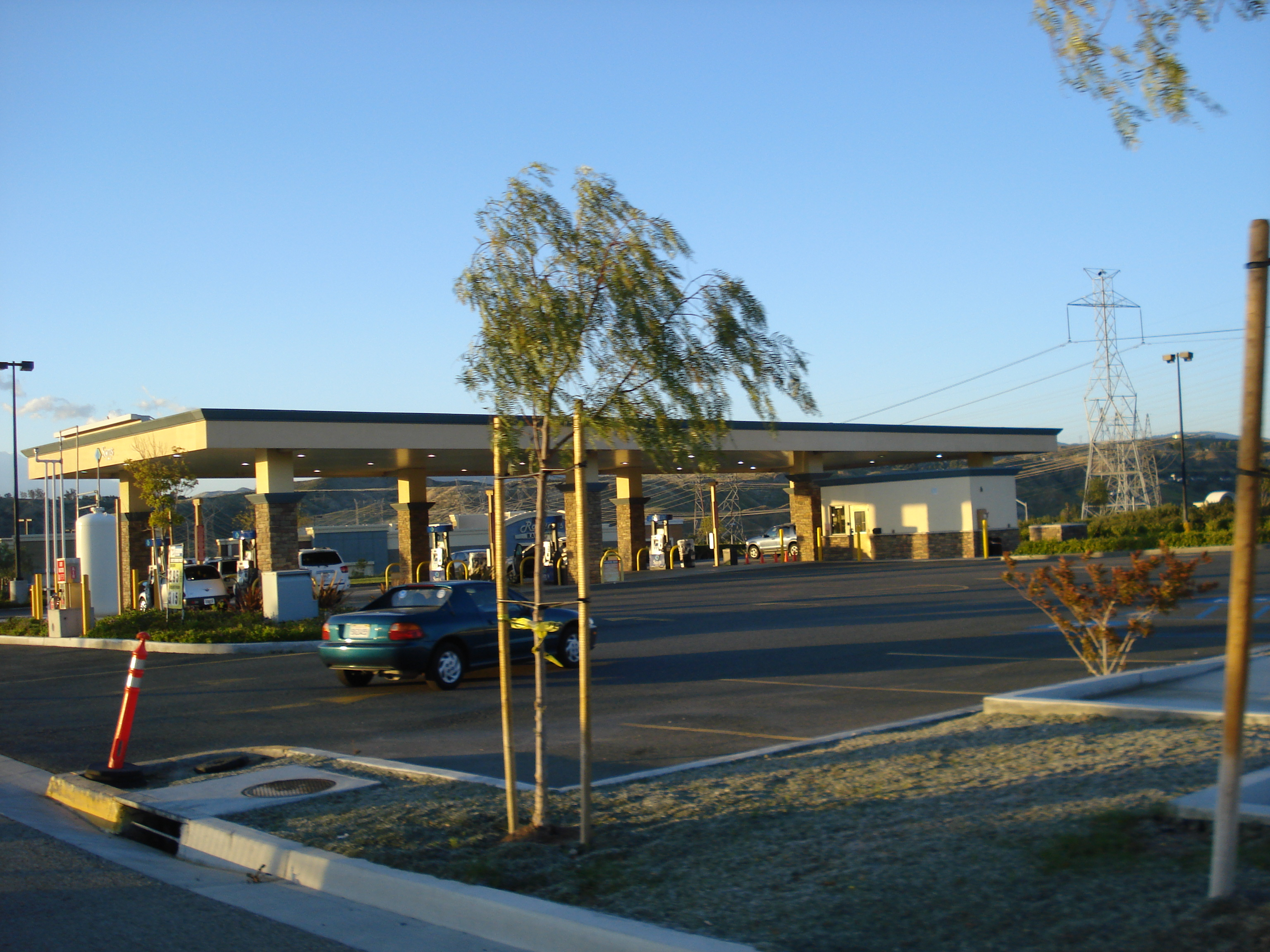
Een Sam's Club-tankstation bij een winkel in Santa Clarita, Californië
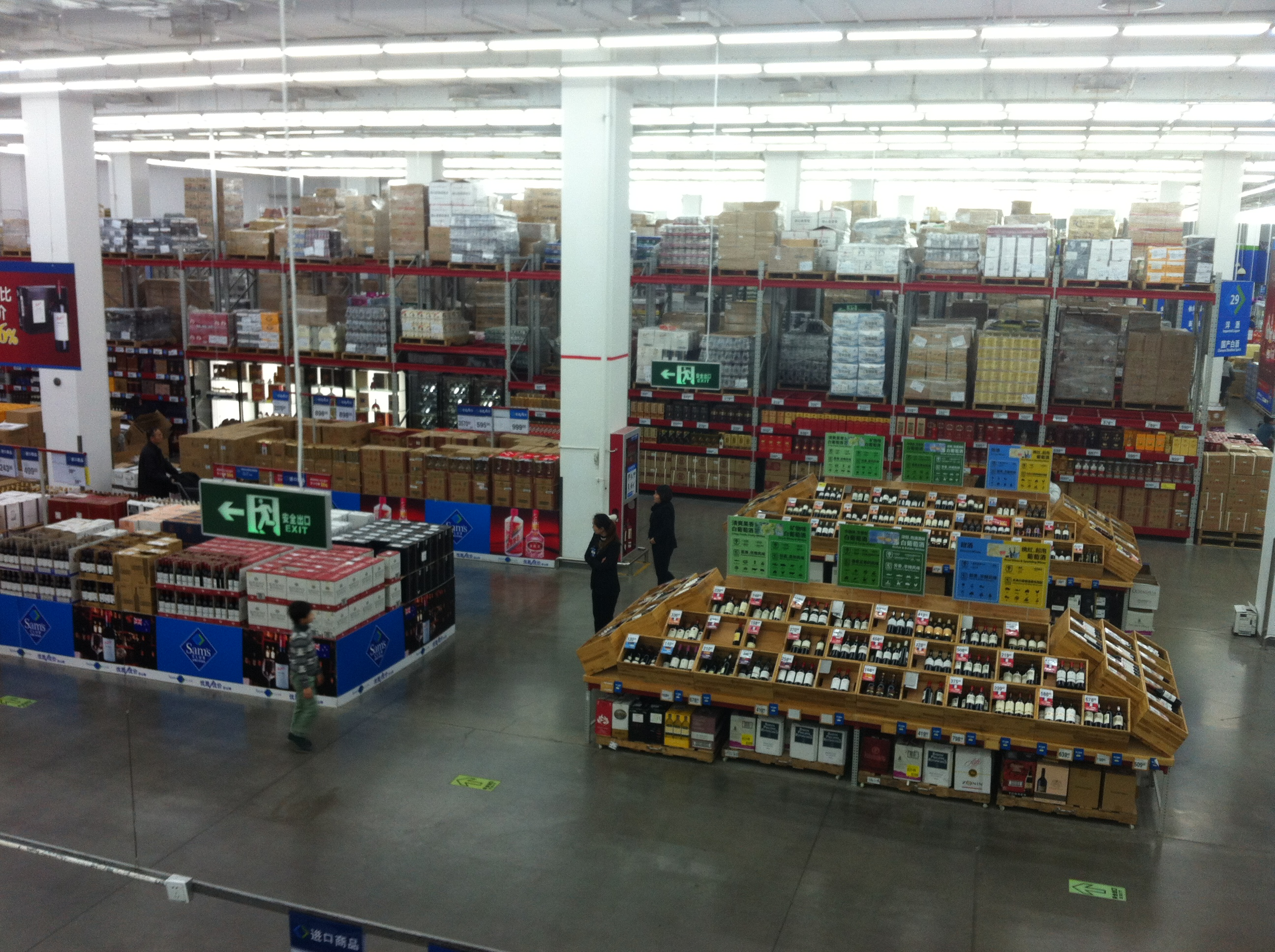
Planken van een Sam's Club-winkel in Suzhou, China

## Sam's Business Center
Sam's Club opende in gustus 2008 haar eerste Business Center in Houston, Texas. Het Business Center was een omgebouwde vestiging van Sam's en leek qua concept op de Business Centers van Costco. 
In januari 2010 maakte het bedrijf bekend dat het zijn Business Center zou sluiten, samen met negen andere clubs in de Verenigde Staten. 

## Andere winkelformules
In Houston opende Sam's Club in augustus 2009 de Más Club, een club gericht op de Spaanstalige bevolking. Het lidmaatschap van Más Club was gescheiden van het lidmaatschap van Sam's Club. In december 2013 werd de winkel definitief uitverkocht en in februari 2014 werd de winkel gesloten. 
In oktober 2018 opende Sam's Club de Sam's Club Now-winkel, een 'mobile first'-winkel waar klanten de mobiele app van Sam's Club Now gebruiken om goederen te scannen en te betalen. Klanten kunnen ook vooraf een bestelling plaatsen en deze dezelfde dag nog bij de winkel ophalen. De Sam's Club Now-winkel bevindt zich in Dallas, Texas.